# Campionati italiani di aquathlon del 2022
I Campionati italiani di aquathlon del 2022 (XXIII edizione) sono stati organizzati da Triathlon Taranto in collaborazione con la Federazione Italiana Triathlon e si sono tenuti a Taranto in Puglia , in data 3 luglio 2022.
Tra gli uomini ha vinto Nicolo' Ragazzo (Valdigne), mentre la gara femminile è andata a Nicoletta Santonocito (Magma Team).

## Risultati

### Elite uomini
| Pos. | Atleta                       | Società sportiva      | Corsa   | Nuoto   | Corsa   | Totale  |
| ---- | ---------------------------- | --------------------- | ------- | ------- | ------- | ------- |
|      | Nicolo' Ragazzo              | Valdigne Triathlon    | 0.07.47 | 0.20.27 | 0.09.45 | 0.37.59 |
|      | Luca Bruni                   | K3 Cremona            | 0.07.51 | 0.21.23 | 0.09.16 | 0.38.30 |
|      | Samuele Angelini             | Fiamme Oro            | 0.07.49 | 0.21.27 | 0.09.19 | 0.38.35 |
| 4    | Alessandro De Angelis        | Minerva Roma          | 0.07.50 | 0.21.25 | 0.10.02 | 0.39.17 |
| 5    | Miguel Larramona Espuna      | CUS Pro Patria Milano | 0.08.15 | 0.22.11 | 0.09.25 | 0.39.51 |
| 6    | Fiorenzo Angelini            | Fiamme Oro            | 0.08.18 | 0.22.15 | 0.09.28 | 0.40.01 |
| 7    | Carlo Matteo Perri           | Minerva Roma          | 0.08.11 | 0.22.17 | 0.09.46 | 0.40.14 |
| 8    | Giulio Pugliese              | Torrino-roma Triathl  | 0.08.47 | 0.21.40 | 0.09.50 | 0.40.17 |
| 9    | Enrico Schiavino             | Magma Team            | 0.08.14 | 0.22.20 | 0.09.52 | 0.40.26 |
| 10   | Luca Diego Boraschi          | Torrino-roma Triathl  | 0.07.57 | 0.23.43 | 0.09.14 | 0.40.54 |
| 11   | Niccolo' Sancisi             | Dinamo Triathlon      | 0.08.15 | 0.23.23 | 0.09.36 | 0.41.14 |
| 12   | Francesco Thomas Previtali   | Raschiani Triathlon   | 0.07.56 | 0.23.23 | 0.10.00 | 0.41.19 |
| 13   | Giovanni Lombardo            | Magma Team            | 0.08.42 | 0.21.49 | 0.10.55 | 0.41.26 |
| 14   | Daniele Gambitta             | Magma Team            | 0.08.00 | 0.23.24 | 0.10.03 | 0.41.27 |
| 15   | Marco Michele Viscoso        | Minerva Roma          | 0.08.26 | 0.23.01 | 0.10.04 | 0.41.31 |
| 16   | Leonardo Pallotta            | Minerva Roma          | 0.08.19 | 0.23.04 | 0.10.18 | 0.41.41 |
| 17   | Edoardo Bendinelli           | Raschiani Triathlon   | 0.08.18 | 0.23.03 | 0.10.49 | 0.42.10 |
| 18   | Salvatore Maccarrone         | Magma Team            | 0.09.04 | 0.21.57 | 0.11.23 | 0.42.24 |
| 19   | Francesco Di Basilico        | Asd Blue Triathlon A  | 0.08.07 | 0.24.31 | 0.09.47 | 0.42.25 |
| 20   | Floriano Francesco Nicolardi | Raschiani Triathlon   | 0.09.14 | 0.23.02 | 0.10.41 | 0.42.57 |

### Elite donne
| Pos. | Atleta                            | Società sportiva      | Corsa   | Nuoto   | Corsa   | Totale  |
| ---- | --------------------------------- | --------------------- | ------- | ------- | ------- | ------- |
|      | Nicoletta Santonocito             | Magma Team            | 0.08.48 | 0.25.39 | 0.11.02 | 0.45.29 |
|      | Rachele Lavagno                   | Fiamme Oro            | 0.09.32 | 0.25.02 | 0.11.32 | 0.46.06 |
|      | Carmela Claudia Paladini          | Thermae Sport Pdntri  | 0.09.01 | 0.25.49 | 0.11.17 | 0.46.07 |
| 4    | Matilde Locatelli                 | Raschiani Triathlon   | 0.09.00 | 0.26.03 | 0.11.12 | 0.46.15 |
| 5    | Anna Adelaide Confalonieri Badini | Fiamme Oro            | 0.08.57 | 0.25.33 | 0.11.59 | 0.46.29 |
| 6    | Doga Erman                        | CUS Pro Patria Milano | 0.09.01 | 0.25.53 | 0.12.09 | 0.47.03 |
| 7    | Denise Cavallini                  | Lucca Triathlon Asd   | 0.09.40 | 0.24.56 | 0.12.43 | 0.47.19 |
| 8    | Nicole Greganti                   | Minerva Roma          | 0.09.57 | 0.25.46 | 0.12.29 | 0.48.12 |
| 9    | Matilde Vacchini                  | Fiamme Oro            | 0.10.06 | 0.25.35 | 0.12.35 | 0.48.16 |
| 10   | Paola Sacchi                      | Raschiani Triathlon   | 0.09.17 | 0.25.17 | 0.14.15 | 0.48.49 |
| 11   | Costanza Antoniotti               | Valdigne Triathlon    | 0.09.32 | 0.26.06 | 0.13.41 | 0.49.19 |
| 12   | Erica Mazzer                      | Valdigne Triathlon    | 0.09.38 | 0.27.53 | 0.12.41 | 0.50.12 |
| 13   | Sara Savoia                       | Raschiani Triathlon   | 0.08.52 | 0.30.13 | 0.11.18 | 0.50.23 |
| 14   | Gaia Patrinicola                  | Magma Team            | 0.09.21 | 0.29.13 | 0.12.08 | 0.50.42 |
| 15   | Chiara Di Berardino               | Minerva Roma          | 0.10.19 | 0.27.53 | 0.13.09 | 0.51.21 |
| 16   | Giorgia Cantu'                    | Raschiani Triathlon   | 0.09.30 | 0.30.10 | 0.11.49 | 0.51.29 |
| 17   | Irene Luca De                     | Magma Team            | 0.09.46 | 0.29.03 | 0.12.48 | 0.51.37 |
| 18   | Vanessa Lafronza                  | Cus Bari              | 0.10.14 | 0.28.03 | 0.13.50 | 0.52.07 |
| 19   | Giulia Mazza                      | Immedia Sport Extrem  | 0.10.32 | 0.29.25 | 0.12.45 | 0.52.42 |
| 20   | Aurora Di Gennaro                 | Minerva Roma          | 0.11.17 | 0.27.16 | 0.14.34 | 0.53.07 |